# Clinton County (Ohio)
Clinton County je okres amerického státu Ohio založený v roce 1810. Správním střediskem je město Wilmington. Pojmenovaný je podle amerického viceprezidenta Georgea Clintona.

## Sousední okresy
| Růžice kompasu |                 | Greene County         | Fayette County  | Růžice kompasu |
| Růžice kompasu | Warren County   | Sever                 |                 | Růžice kompasu |
| Růžice kompasu | Warren County   | Clinton County (Ohio) |                 | Růžice kompasu |
| Růžice kompasu | Warren County   | Jih                   |                 | Růžice kompasu |
| Růžice kompasu | Clermont County | Brown County          | Highland County | Růžice kompasu |